# 录音带事件
錄音帶事件（羅馬化：Kasetnyi skandal；也稱為錄音帶門或庫奇馬門），是發生於2000年11月的烏克蘭政治醜聞，烏克蘭總統列昂尼德·庫奇馬幾個月前下令綁架記者格奧爾基·貢加澤，後來發現他的無頭遺體。該醜聞是烏克蘭獨立後主要政治事件之一，極大地影響了該國的國內外政策。這一醜聞引發烏克蘭「沒有庫奇馬」的抗議活動，也讓烏克蘭的政治和文化走向逐漸從俄羅斯轉向西方，儘管這在廣場革命後才變得更加明顯。醜聞也損害了庫奇馬的政治生涯。
醜聞於2000年11月28日在基輔爆發，當時烏克蘭政治家亞歷山大·莫羅茲公開指責總統庫奇馬參與綁架記者格奧爾基·貢加澤和許多其他罪行。莫羅茲將庫奇馬的前保鏢梅爾尼琴科做為消息來源。他還為記者播放了總統秘密談話的精選錄音，據稱證實了庫奇馬綁架貢加澤的命令。那個和其他數百個對話後來由梅爾尼琴科在世界範圍內發表。
記者以莫羅茲使用的小型錄音帶為該案起了個綽號。據推測，梅爾尼琴科本人使用數字設備而不是磁帶在總統辦公室進行錄音。

## 延伸閱讀
- slate.com （页面存档备份，存于） - Article on Gongadze scandal
- REQUIEM'2002 - Article by Reporters Sans Frontières
- Guardian Unlimited -  Kuchmagate